# Simón Stock
San Simón Stock (Aylesford, 1165 - Burdeos, 16 de mayo de 1265) fue un religioso inglés de la Orden del Carmelo, a quien según la tradición, le fue dado el escapulario por la Virgen del Carmen. Todo lo que se sabe es que en 1247 fue elegido como el sexto general de los carmelitas, como sucesor de Alan, en el capítulo llevado a cabo en Aylesford, Kent, Inglaterra. Desde 1951 el cráneo de san Simón se ha preservado como reliquia en el monasterio carmelita en Aylesford, la aldea en donde se cree que nació.

## Biografía
San Simón Stock es uno de los personajes centrales de la historia de la Orden del Carmen. A él se debe el cambio estructural de la Orden abandonando el eremitismo originario y entrando a formar parte de las órdenes mendicantes o de apostolado. La tradición nos ha legado que él recibió de manos de María el santo escapulario del Carmen, tan difundido desde el siglo XVI entre el pueblo cristiano.
La primera noticia que tenemos de san Simón Stock es del dominico Gerardo de Frascheto, contemporáneo del santo (+1271). No es claro si el "hermano Simón, prior de la misma Orden (carmelitana), varón religioso y veraz" al que se refiere sea san Simón Stock.
La segunda referencia en orden cronológico es un antiguo Catálogo de Santos de la Orden, del cual se conservan tres redacciones del siglo XIV. La más breve y, por lo mismo, más antigua, dice de él:
"El noveno fue san Simón de Inglaterra, sexto General de la Orden, el cual suplicaba todos los días a la gloriosísima Madre de Dios que diera alguna muestra de su protección a la Orden de los Carmelitas, que gozaban del singular título de la Virgen, diciendo con todo el fervor de su alma estas palabras: 'Flor del Carmelo viña florida protege tu nombre y el de los carmelitas¨
Otra redacción más extensa de este Santoral añade nuevos e interesantes datos sobre él: Así, su apellido, Stock, parece se deba a que vivía en el tronco de un árbol; su ingreso entre los carmelitas recién llegados a Inglaterra procedentes del Monte Carmelo; su elección como Prior General y la aprobación de la Orden por el papa Inocencio IV; su don celestial de obrar señalados milagros. 
Fue autor de varias composiciones, entre ellas los himnos marianos Flos Carmeli y el Ave Stella Matutina.
Parece que mientras visitaba la Provincia de Vasconia, murió en Burdeos, el 16-5-1265, casi centenario de edad.
Se le tributa culto desde 1435. Su fiesta se celebra el 16 de mayo.

## El escapulario
Sin duda alguna, el hecho más recordado de la vida de este santo tiene que ver con la aparición de la Virgen a la que se atribuye la institución del escapulario del Carmen, que tendría a partir de entonces una extraordinaria difusión en el mundo católico.

Según la tradición piadosa, la Virgen María se apareció a Simón en Cambridge, Inglaterra, un día ( el 16 de julio) de 1251, como respuesta a sus súplicas de auxilio a su oprimida Orden. La Virgen se presentó portando un escapulario en la mano y dándoselo le dijo:  
"Toma, hijo querido, este escapulario; será como la divisa de mi confraternidad, y para ti y todos los carmelitas, un signo especial de gracia; quienquiera que muera portándolo, no sufrirá el fuego eterno. Es la muestra de la salvación, una salvaguardia en peligros, un compromiso de paz y de concordia". 
Esta tradición carmelita, sin embargo, no aparece en una forma exacta y documentada por primera vez hasta 1642, cuando las palabras de la Virgen a Simón fueron escritas en una circular del propio Simón que se dice fue dictada a su secretario, compañero y confesor, Peter Swanyngton.
La tradición dice que la Virgen se apareció a Simón Stock en 1251, sin precisar el día, y le entregó el escapulario, signo de consagración a Cristo imitando a María y signo de la protección y predilección de la Virgen. La fiesta del 16 de julio (aunque muchos creen que se apareció ese día) tiene origen en una antigua celebración de los Carmelitas para dar gracias a la Virgen por su patrocinio. Después se convirtió en la fiesta titular.